# Lijst van schouten van Zoetermeer
Dit is een lijst van schouten van de voormalige ambachtsheerlijkheid en vroegere Nederlandse gemeente Zoetermeer in de provincie Zuid-Holland. De huidige gemeente Zoetermeer is ontstaan uit de samenvoeging van de gemeenten Zegwaart en Zoetermeer op 1 mei 1935. Voor de schouten van Zegwaart, zie Lijst van schouten van Zegwaart.
| Periode    | Naam                              | Opmerkingen |
| ---------- | --------------------------------- | --- |
| 1365       | Dirk Poes Jansz                   | |
| 1367, 1371 | Ysebrant Naghel                   | |
| 1394       | Hughe van Bosch                   | |
| 1476       | Florijs Kock Jansz                | |
| 1494       | Floris Jansz die Kock             | |
| 1500       | Jan Florisz Kok                   | |
| 1504-1507  | Floris Jansz die Cock             | |
| 1514       | Jan Florisz                       | |
| 1515       | Jan Florisz Kock                  | |
| 1525       | Jan Florijsz (Kock)               | Gehuwd met Immeken Gijsbrechts, vader van Florijs Jansz die in 1514 op 7 a 8-jarige leeftijd omkwam                                          |
| 1527       | Jan Florijsz Cock                 | |
| 1536       | Jan Florijsz Kock                 | Overleden voor 1542, gehuwd met Jannetje |
| 1540       | Jacop Jansz                       | |
| 1544-1545  | Jacob Jansz.                      | |
| 1550-1578  | Adriaan Willemsz. (van der Chijs) | |
| 1581       | Gerrit Jansz du Vijn (du Bien)    | |
| 1587       | Gerrit Jansz du Bien              | |
| 1583‑1594  | mr. Claes Jacobsz                 | 1583 Overleden in december 1585, gehuwd met Janneken Conelis                                                                                 |
| 1595‑1619  | Gerrit Adriaensz Outshooren       | Reboren ca. 1561. Tevens baljuw en schout van Benthuizen                                                                                     |
| 1620‑1623  | Jan Gerritsz Boeckholt            | |
| 1624‑1629  | Pieter Coolen / Kolijn            | |
| 1630‑1660  | Johan Claesz Harlaer              | Overleden voor 1707, gehuwd met Hester de Rijke                                                                                              |
| 1660‑1682  | Hendrik van Swieten               | |
| 1683‑1697  | Dominicus Doessen                 | In 1694 en 1697 is Willem Pell plv schout, in 1690 en 1697 is Wilhelmus de Monchy plv schout; Dominicus zou zijn afgezet bij vonnis 3-2-1698 |
| 1698       | vacant                            | |
| 1698‑1734  | mr. Allard van der Duijn          | Overleden te Hillegersberg 21-8-1734 |
| 1734‑1740  | Govert du Mee                     | zoon van ambachtsheer Jacob du Mee; |
| 1740‑1777  | Adriaan Hoogop                    | Woonachtig te Delfshaven, notaris aldaar 1735-1777. Zou 1714-1715 schout van Berkel zijn geweest en daar zijn afgezet.                       |
| 1773‑1777  | Frederik Kindt                    | plaatsvervanger, 1765-1774 tevens schout van Zegwaart                                                                                        |
| 1777‑1795  | Jacob Kerkhooven                  | Woonachtig te Leidschendam, notaris aldaar; bijna altijd vervangen door de secretaris van Zoetermeer                                         |
| 1795‑1826  | Johannes van Trigt                | Overleden 11-11-1826 |